# Отто Фікайзен
Отто Фікайзен (нім. Otto Fickeisen, 24 грудня 1879 — 15 грудня 1963) — німецький академічний веслувальник.